# Вайт-Блаф (Теннессі)
Вайт-Блаф (англ. White Bluff) — місто (англ. town) в США, в окрузі Діксон штату Теннессі. Населення — 3862 особи (2020).

## Географія
Вайт-Блаф розташований за координатами 36°6′0″ пн. ш. 87°12′40″ зх. д. / 36.10000° пн. ш. 87.21111° зх. д. (36.100065, -87.211084).  За даними Бюро перепису населення США в 2010 році місто мало площу 15,37 км², уся площа — суходіл.

## Демографія
Згідно з переписом 2010 року, у місті мешкало 3206 осіб у 1254 домогосподарствах у складі 880 родин. Густота населення становила 209 осіб/км².  Було 1370 помешкань (89/км²).
Расовий склад населення:
| - 96,7 % — білих - 0,6 % — корінних американців - 0,4 % — азіатів - 0,2 % — чорних або афроамериканців - 0,1 % — вихідців з тихоокеанських островів |

До двох чи більше рас належало 1,2 %. Частка іспаномовних становила 2,3 % від усіх жителів.
За віковим діапазоном населення розподілялося таким чином: 25,1 % — особи молодші 18 років, 62,7 % — особи у віці 18—64 років, 12,2 % — особи у віці 65 років та старші. Медіана віку мешканця становила 35,8 року. На 100 осіб жіночої статі у місті припадало 95,7 чоловіків;  на 100 жінок у віці від 18 років та старших — 91,8 чоловіків також старших 18 років.
Середній дохід на одне домашнє господарство  становив 48 541 долар США (медіана — 44 758), а середній дохід на одну сім'ю — 56 597 доларів (медіана — 56 500). Медіана доходів становила 33 538 доларів для чоловіків та 27 193 долари для жінок. За межею бідності перебувало 18,0 % осіб, у тому числі 33,6 % дітей у віці до 18 років та 9,9 % осіб у віці 65 років та старших.
Цивільне працевлаштоване населення становило 1448 осіб. Основні галузі зайнятості: будівництво — 13,8 %, роздрібна торгівля — 13,5 %, освіта, охорона здоров'я та соціальна допомога — 11,9 %, інформація — 10,6 %.